# Serantes (Ferrol)
Serantes(oficialmente San Salvador de Serantes) es una parroquia española del municipio de Ferrol, en la provincia de La Coruña, Galicia.

## Historia
La parroquia de San Salvador de Serantes fue la capital del ayuntamiento de Serantes, municipio desaparecido que incluía la totalidad de las parroquias rurales de Ferrol, con alguna otra que en la actualidad forma parte del tejido urbano de la ciudad. El 21 de enero de 1940 se produjo la anexión de este municipio al de Ferrol.

## Entidades de población
Entidades de población que forman parte de la parroquia:
- La Malata (A Malata)
- Aneiros
- Avenida del 19 de febrero (Avenida do 19 de febreiro)
- Bosque
- O Coto
- Los Corrales (Os Corrás)
- Pazos
- Serantellos
- Viladóniga
- Carretera de Catabois (Catabois)
- Vilasanche

## Demografía
| Gráfica de evolución demográfica de Serantes entre 2000 y 2019 |
|                                                                |
| Datos según el nomenclátor publicado por el INE.               |

## Monumentos

### La ermita de Chamorro
La ermita, construida en el siglo XVI, está situada en la ladera del monte del mismo nombre y desde su atrio, a 175 m de altitud, se contempla una magnífica vista panorámica de la comarca ferrolana, con el valle de Serantes en primer término y al fondo la ciudad de Ferrol. Esta ermita tiene una extraña y curiosa arquitectura. Por ejemplo, no se entra por delante sino por un lateral, al que se añadió un voladizo para integrar la peana con la estatua de la Virgen, llamada del Noroeste, que parece ser románica del siglo XII. En este lugar se celebra una concurrida romería el lunes de Pascua desde el año 1628, como acción de gracias a la Virgen por su intercesión durante un fuerte temporal.